# Ulysses Patera
L'Ulysses Patera è una struttura geologica della superficie di Marte.